# Копнино (Меленковский район)
Копнино — деревня в Меленковском районе Владимирской области. Входит в состав Бутылицкого сельского поселения.

## География
Деревня расположена на берегу реки Унжа в 10 км на юг от центра поселения села Бутылицы и в 16 км на север от райцентра Меленки.

### Природные ресурсы
В окрестностях деревни произрастает широкое разнообразие видов сосудистых растений. Населённый пункт окружен смешанными лесами.

## История
В XIX — первой четверти XX века деревня входила в состав Архангельской волости Меленковского уезда, с 1926 года — в составе Меленковской волости Муромского уезда. В 1859 году в деревне числилось 52 двора, в 1905 году — 64 двора, в 1926 году — 126 дворов.
С 1929 года деревня являлась центром Копнинского сельсовета Меленковского района, с 1940 года — в составе Архангельского сельсовета, с 2005 года — в составе Бутылицкого сельского поселения.

## Население
| 1859 | 1905 | 1926 | 2002 | 2010 | 2021 |
| ---- | ---- | ---- | ---- | ---- | ---- |
| 338  | ↗503 | ↗605 | ↘147 | ↘107 | ↗113 |